# Lahuluh
Lahuluh ist ein osttimoresischer Ort in der Aldeia Boloi (Suco Hataz, Verwaltungsamt Atabae, Gemeinde Bobonaro). Das kleine Dorf liegt in einer Meereshöhe von 85 m, südöstlich des Dorfes Boloi. Lahuluh befindet sich im Osten Bolois, am Rand der Flussebene des Bebai (Nunura) zu den westlich gelegenen Bergen.